# Energy Conversion Devices
Energy Conversion Devices é uma empresa fundada em 1960 por Stanford R. Ovshinsky para a pesquisa e desenvolvimento de materiais, em especial semicondutores.